# ویسپ (موسیقی‌دان)
ناتالی آر لو (به انگلیسی: Natalie R. Lu؛ زادهٔ ۶ اوت ۲۰۰۴) که با نام هنری ویسپ (به انگلیسی: Wisp) شناخته می‌شود، موسیقی‌دان شوگیز آمریکایی است. وی نخستین تک‌آهنگ خود را تحت نام «چهرهٔ تو» در ۴ آوریل سال ۲۰۲۳ منتشر کرد. ترانه‌های او از آن زمان تاکنون در پلت‌فرم شبکهٔ اجتماعی تیک‌تاک به محبوبیت رسیده‌اند.
ویسپ به‌عنوان هنرمندی معرفی شده که از گروه‌هایی مانند ورر، تایتل فایت و کوکتو تویینز الهام گرفته‌است. جونا کروگر در مارس سال ۲۰۲۴، در مقاله‌ای در کانسیکوئنس می‌گفت ویسپ «رهبر بعدی احیای موسیقی شوگیز» خواهد بود. وی نخستین ئی‌پی خود را در ۵ آوریل سال ۲۰۲۴ تحت عنوان پاندورا منتشر نمود.

## زندگی شخصی
ناتالی آر لو در سان فرانسیسکو چشم بر جهان گشود؛ وی از تبار چینی و تایوانی است.
زمانی که ویسپ حرفهٔ موسیقایی خود را آغاز نمود در دانشگاهٔ سان فرانسیسکو در رشتهٔ علوم کامپیوتر تحصیل می‌کرد. وی اغلب در ردیت پست‌هایی درمورد شوگیز ارسال می‌نماید.